# Platon Majboroda
Platon Ilarionowytsch Majboroda (ukrainisch Платон Іларіонович Майборода; * 1. Dezember 1918 in Pelechiwschtschyna, Gouvernement Poltawa; † 8. Juli 1989 in Kiew) war ein sowjetischer und ukrainischer Komponist. Seit 1968 trug er den Titel Volkskünstler der Ukrainischen SSR und seit 1979 den eines Volkskünstlers der UdSSR. Er war 1962 Preisträger des Taras-Schewtschenko-Preises. Sein Bruder Heorhij Majboroda war ebenfalls Komponist.
Platon Majboroda wurde in einem Gehöft (heute ein Dorf der Oblast Poltawa) geboren. In den Jahren 1939–1941 studierte er an der Nationalen Musikakademie der Ukraine Peter Tschaikowski, wo Lewko Rewuzkyj sein Erzieher war. In den Jahren 1946–1950 war er als Professor an dieser Akademie tätig. Er trat als Autor von moderner Volksmusik sowie von lyrischer Musik in Erscheinung. Er schuf auch Chormusik und Filmmusik. Er starb in Kiew und wurde auf dem dortigen Baikowe-Friedhof beigesetzt.